# 嘎特嘞池
嘎特嘞池是一座高盐湖泊，位于非洲埃塞俄比亚阿法尔州达纳基勒洼地的达洛尔火山附近。其主要由温泉涌水而成，没有明显的流入或流出，湖水含盐量約为43%，是地球上含盐量最高的水体。

## 位置和起源
嘎特嘞池是达纳基勒洼地内一系列小鹽湖中最大的一座，位于达洛尔泉东南约4（2.5英里）处。它略呈新月形，直径约60（200英尺）。
据附近艾哈迈德埃拉村居民的說法，2005年1月的一场地震使一处温泉重新開始涌水，嘎特嘞池自此形成。溫泉的作用導致其水温高達50—55 °C（122—131 °F）。

## 湖水成分

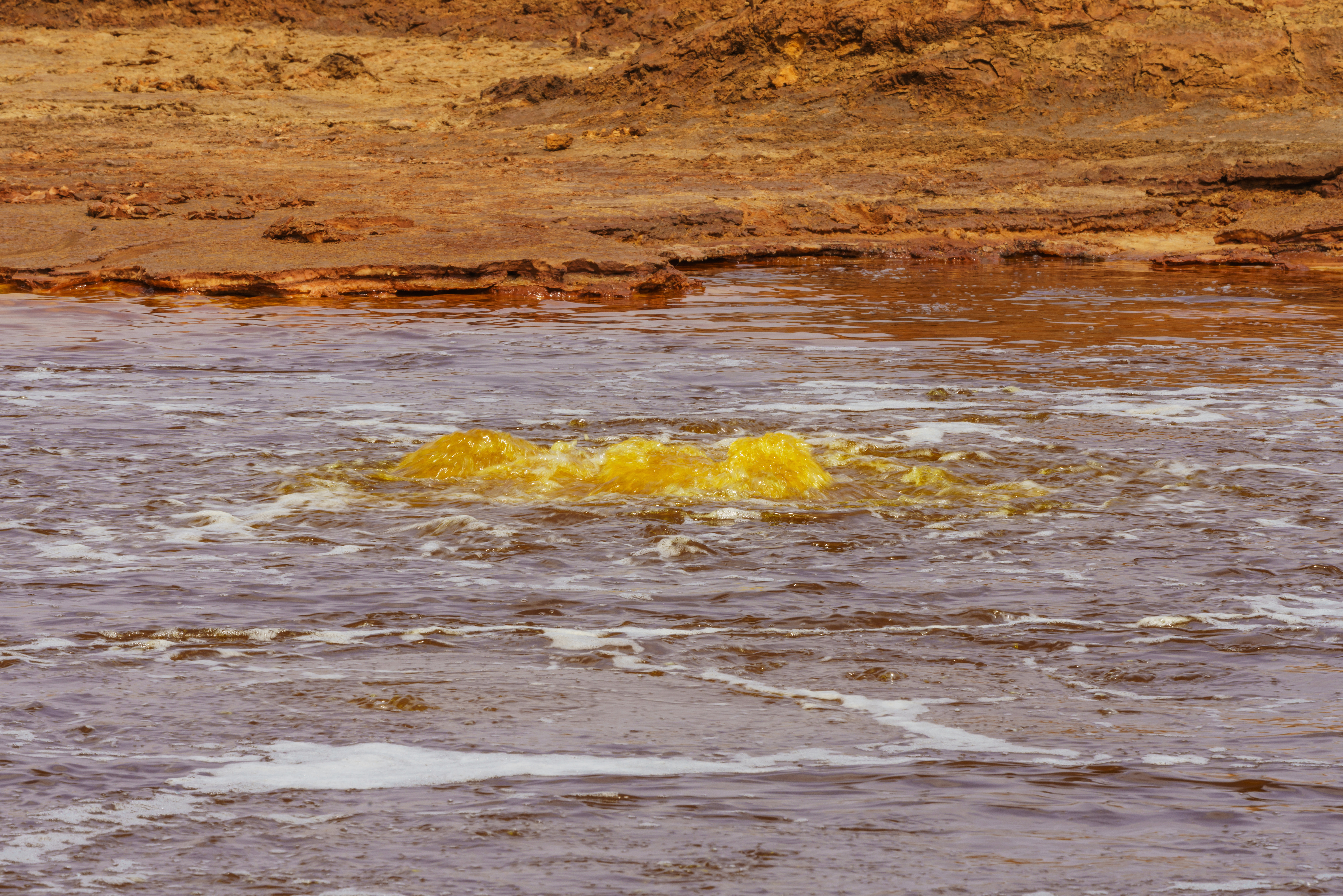
湖中的温泉

嘎特嘞池的盐分主要由氯化钙（2.72 mol/kg）和氯化镁（1.43 mol/kg）组成，亦含有少量的Na+、K+和NO2−离子。總溶解固體量達433±9 g/kg，換算鹽度約為433‰。它还含有微量的Fe3+，可以与Cl−形成，使湖水呈现特殊的黄色外觀。
湖面會冒出无气味的气泡，可能是火山产生的二氧化碳。科研人员还在池塘周围发现鸟类和昆虫的尸体，推測氣體中可能含有有毒物質。

## 延伸閱讀
- Belilla, J.; Moreira, D.; Jardillier, L.; Reboul, G.; Benzerara, K.; López-García, J. M.; Bertolino, P.; López-Archilla, A. I.; López-García, P.  (PDF). Nature Ecology & Evolution. 2019, 3: 1552–1561  [2021-04-14]. ISSN 2397-334X. doi:10.1038/s41559-019-1005-0. （原始内容存档 (PDF)于2020-11-17）.